# Arquitectura de Argelia

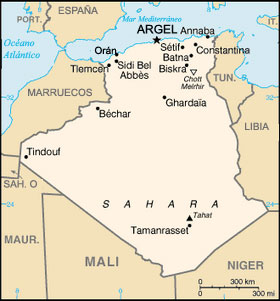
Mapa de Argelia.

La arquitectura de Argelia abarca su extensa historia, influenciada por una serie de fuerzas internas y externas incluyendo, principalmente, el Imperio romano, la conquista musulmana del Magreb, la colonización francesa y los movimientos por la independencia de Argelia.

## Historia antigua

### La antigua Cartago
La antigua Cartago se hizo con el control de la costa de Argelia en el siglo IV a. C. La influencia del imperio en la arquitectura argelina es visible en la adopción de estilos híbridos que integraron la arquitectura púnica, helenística y romana en las tradiciones arquitectónicas preexistentes.

### Arquitectura real númida
Bajo los antiguos reinos bereberes de Numidia y Mauritania, Argelia conoció un creciente desarrollo urbano. La arquitectura real númida es el término acuñado para los monumentos construidos por los reyes númidas, que comprenden tumbas, túmulos y santuarios. La urbanización se asocia especialmente con los reinados de los reyes Masinisa (202-148 a. C.) y Juba II (30 a. C.-25). Se han encontrado pruebas de planificación urbana durante el reino de Mauritania en los vecinos Marruecos y Túnez. Juba II y su esposa, Cleopatra Selene II, eran clientes de Roma y promotores de la cultura helenística tardía. Utilizaron Iol (la actual Cherchell) como capital real, rebautizándola como Cesarea y convirtiéndola en una ciudad con un plan hipodámico regular y el tipo de arquitectura asociada al periodo romano augusteo. Algunas estructuras de Cesarea, como el teatro, el anfiteatro y el puerto, se han datado o fechado tentativamente en la época de Juba.
Una serie de monumentos funerarios y tumbas a gran escala construidos durante esta época son los ejemplos mejor documentados de la arquitectura del reino bereber. Los monumentos combinan diferentes estilos arquitectónicos introducidos por los cartagineses, que a menudo hacen referencia a motivos helenísticos y púnicos. El más antiguo mausoleo-templo es Medracen, que se cree data de la época de Masinisa. La tumba, posiblemente influenciada por la arquitectura griega del este o construida con la ayuda de artesanos griegos, consiste en un gran túmulo construido con sillería bien cortada y con sesenta columnas dóricas y una cornisa de estilo egipcio. Otro ejemplo famoso es el Mausoleo real de Mauritania, en el oeste de Argelia, que podría datar de la época de Juba II. Esta estructura consta de un túmulo de piedra, columnas decorativas y caminos en espiral que conducen a una única cámara interior. También se pueden encontrar varias "tumbas torre" del periodo númida en yacimientos en Argelia que alcanzan hasta Libia. A pesar de su amplia distribución geográfica, suelen compartir un estilo similar: una estructura de tres pisos coronada por una pirámide convexa. Es posible que se inspiraran inicialmente en los monumentos griegos, aunque constituyen un tipo original de estructura asociada a la cultura númida. Se han encontrado ejemplos en Siga y Sumaa del Jrub, así como en Dougga (en la actual Túnez) y Sabratha (en Libia).
|                                                                                             |
| Mausoleo real de Mauritania construido a finales del siglo I a. C. o principios del siglo I |

|                                                                                              |
| Medracen, mausoleo del rey Madghis en la provincia de Batna construido en el siglo III a. C. |

|                                                                                            |
| Motivos helenísticos y púnicos visibles en el mausoleo númida de Dougga del siglo II a. C. |

## Época romana
Los romanos se anexionaron Numidia oriental en el año 46 a. C. Tras la muerte de Arabión, seis años más tarde, se anexionaron también Numidia occidental. Las dos provincias se unieron más tarde con Tripolitania para formar la provincia romana de Africa Proconsularis.

### Urbanismo
Los romanos construyeron más de 500 ciudades en lo que hoy es Argelia. Al elaborar los planos de sus nuevas ciudades, los ingenieros romanos utilizaron con mayor frecuencia un plano ortogonal rectilíneo caracterizado por un decumanus (calle orientada este-oeste) y un cardo (calle orientada norte-sur). Las dos calles estaban rematadas con puertas en cada uno de sus extremos y en su intersección había un foro.
La ciudad de Timgad, fundada por Trajano hacia el año 100, es un ejemplo bien conservado del urbanismo romano en Argelia. La ciudad está trazada en un cuadrado exacto, que mide 1.200 pies romanos en sus cuatro lados. La ciudad se subdividió a su vez en manzanas cuadradas, cada una con una superficie de 100 pies cuadrados romanos.
|                             |
| Puente romano en El Kantara |

|                                             |
| Arco en Diana Veteranorum construido en 217 |

|                                                                                      |
| El diseño uniforme de Timgad permanece visible en las modernas ruinas del yacimiento |

## Conquista musulmana y primera época islámica

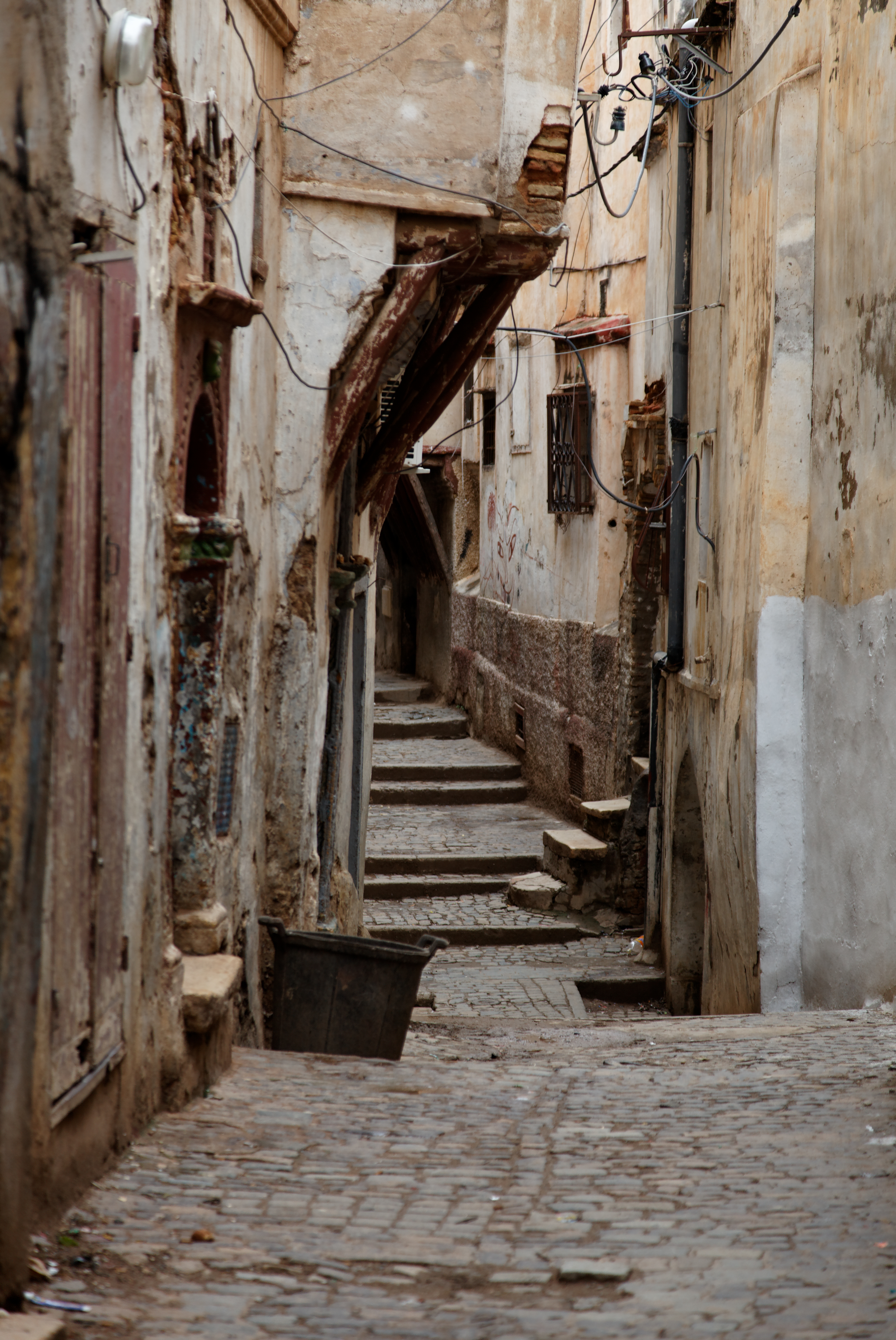
Calle en la casba de Argel.

El islam llegó a Argelia en el siglo VII a través de la conquista árabe del norte de África. La conquista islámica trajo a Argelia muchos de los rasgos distintivos de las ciudades musulmanas: el zoco como centro comercial, el hammam como centro social y la mezquita y la madrasa que la acompañaba como centro religioso. La ciudad de Argel, cuyo casco antiguo se conoce como la Casba, se desarrolló durante esta época.
Con la introducción del islam en Argelia, la ciudad argelina experimentó una reconstrucción. De acuerdo con el Corán, las ciudades se separaron en un espacio público (halal) y un espacio privado reservado a las mujeres y las familias (harīm). Además, las zonas residenciales de las ciudades se segregaron cada vez más en barrios religiosos. A diferencia del gueto europeo excluyente, estos barrios constituían centros culturales insulares para la vida judía e islámica dentro de la ciudad argelina.
Tras la conquista musulmana inicial, la región fue controlada por múltiples dinastías sucesivas, como los rustumíes, los aglabíes, los fatimíes y los ziríes. La mezquita de Sidi Uqba, en el pueblo de Sidi Okba (cerca de Biskra), es el monumento islámico más antiguo de Argelia, ya que contiene la tumba de Uqba ibn Nafi, datada en 686. La mezquita propiamente dicha, una sencilla estructura hipóstila similar a las primeras mezquitas de Medina, fue probablemente modificada y renovada en periodos posteriores, incluso por los ziríes en el siglo XI. En 790, Idrís I, fundador de la dinastía idrisí, fundó la mezquita de Agadir en el emplazamiento del asentamiento romano de Pomeria (que más tarde se convertiría en Tremecén), cuyos restos han sido excavados por arqueólogos modernos. Los rustamíes establecieron una nueva capital en Tahart (cerca de la actual Tiaret), ocupada estacionalmente por sus habitantes seminómadas. Fue destruida por los fatimíes en 909, pero sus restos fueron excavados en el siglo XX. La ciudad estaba rodeada por una muralla fortificada salpicada de torres cuadradas. Contenía una mezquita hipóstila, una ciudadela fortificada en un terreno más elevado y una estructura palaciega con un gran patio similar al diseño de las casas tradicionales.

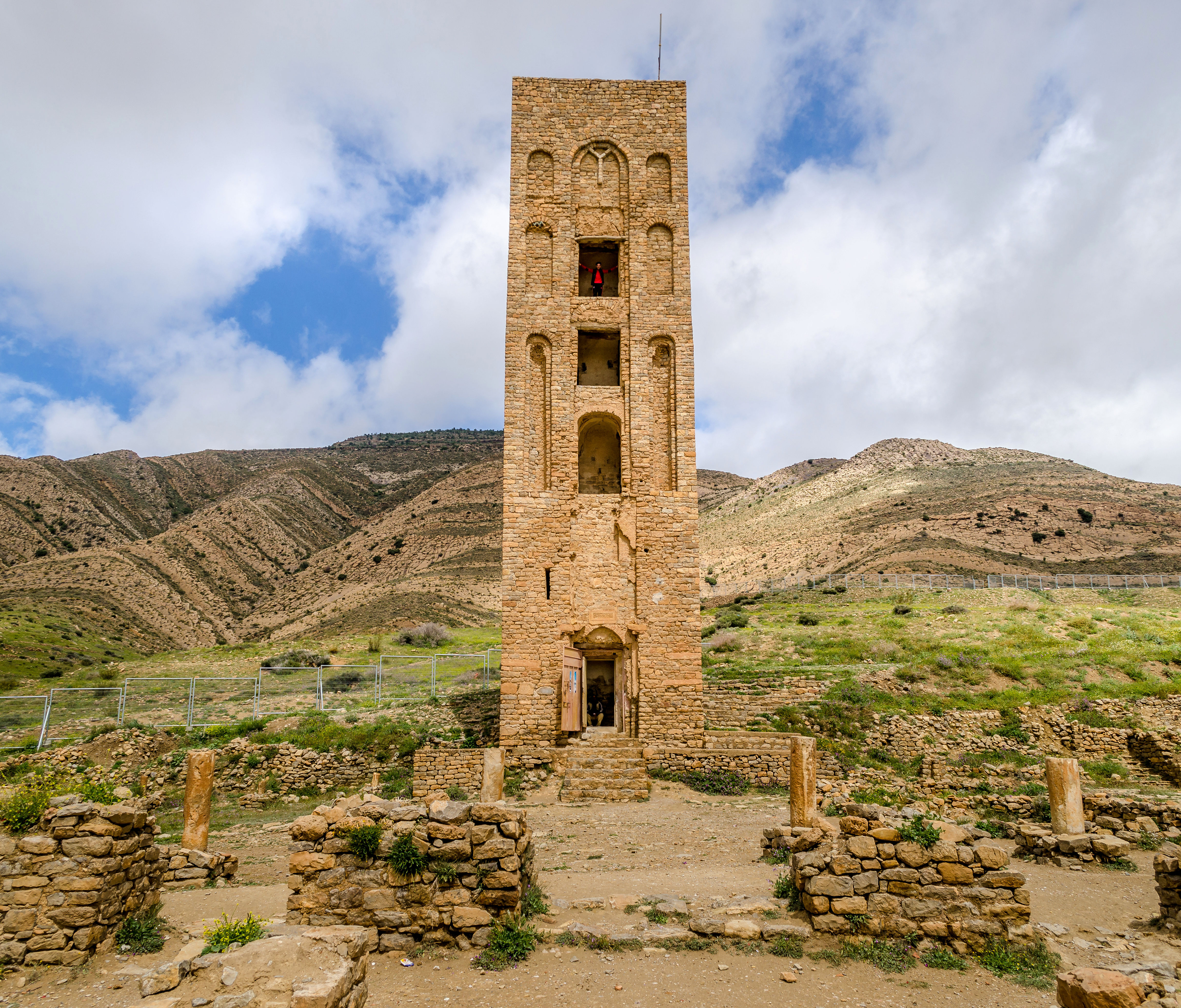
Minarete y restos de la mezquita en Qal'at Bani Hammad.

En 934, mientras estaba al servicio del califa fatimí al-Qaim, el líder zirí Ziri ibn Manad construyó un palacio en 'Ashir (cerca de la actual ciudad de Kef Lajdar). Se trata de uno de los palacios más antiguos del Magreb que han sido descubiertos y excavados por arqueólogos en la actualidad. Fue construido en piedra y presenta una planta simétrica cuidadosamente diseñada que incluía un gran patio central y dos patios más pequeños en cada una de las alas laterales del palacio. Algunos estudiosos creen que este diseño imitaba los palacios fatimíes de Mahdía, hoy desaparecidos. Los hammadíes, una rama de los ziríes, se establecieron en Argelia y en 1007 fundaron enteramente una nueva capital fortificada conocida como Al-Qal'a de Beni Hammad, al noreste de la actual M'Sila. Aunque fue abandonada y destruida en el siglo XII, la ciudad ha sido excavada modernamente por arqueólogos y el lugar es una de las capitales islámicas medievales mejor conservadas del mundo, con múltiples palacios y una mezquita monumental.

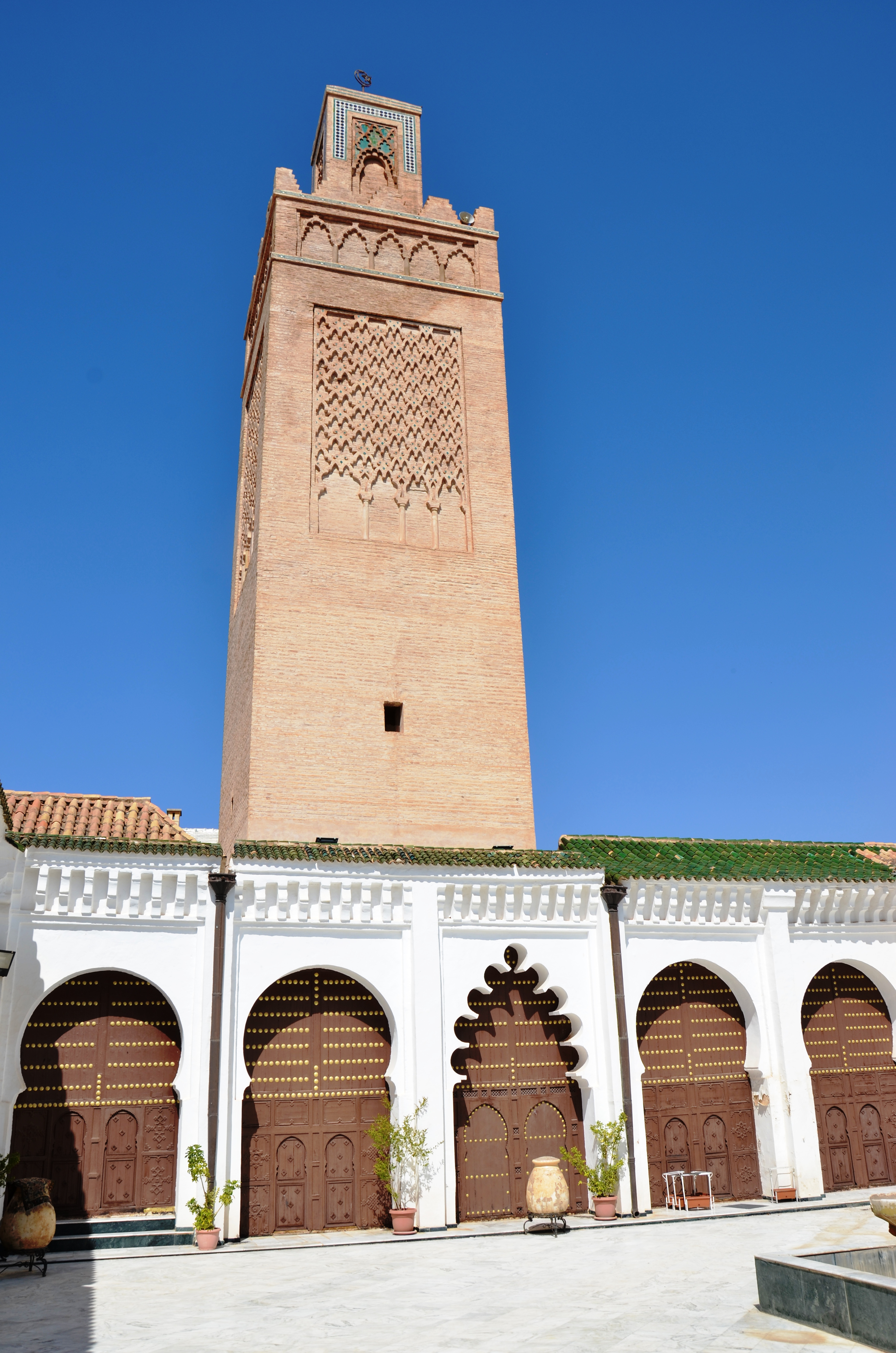
La mezquita de Tremecén, fundada por los almorávides en 1082 y ampliada por los zayaníes en 1236.

Desde finales del siglo XI hasta principios del XIII, distintas extensiones del territorio argelino estuvieron controladas por los almorávides y los almohades, imperios bereberes que dominaron el norte de África y Al-Ándalus. La mezquita mayor de Tremecén (1082), la mezquita mayor de Argel (1096-1097) y la mezquita mayor de Nedroma (1145) son importantes fundaciones del periodo almorávide. El periodo almorávide, junto con el posterior periodo almohade, se considera una de las etapas más formativas de la arquitectura "morisca" (islámica occidental), ya que estableció muchas de las formas y motivos que definieron los estilos arquitectónicos de la región durante los siglos posteriores.
Después de los almohades, la dinastía zayaní o dinastía Abd al-Wadid gobernó desde su capital principal en Tremecén. Yaghmorasan (r. 1236-1283), fundador de la dinastía, añadió alminares a la antigua mezquita de Agadir y a la mezquita mayor de Tremecén. Su sucesor, Abu Said Uthman I (r. 1283-1304), fundó la mezquita de Sidi Bel Hasan en 1296, también en Tremecén. Los zayaníes construyeron otras fundaciones religiosas en la ciudad y sus alrededores, pero muchas de ellas no han llegado hasta nuestros días o han conservado poco de su aspecto original. Las madrasas, como la madrasa Tashfiniya (fundada por Abu Tashfin I, r. 1318-1337), fueron una nueva institución que se introdujo en el Magreb en el siglo XIII y proliferó bajo los zayaníes y sus contemporáneos. La dinastía benimerín, con sede en Fez, ocupó Tremecén de forma intermitente y también dejó su huella en la zona. Durante su asedio a la ciudad a principios del siglo XIV, el soberano benimerín Abu Yaqub construyó un asentamiento fortificado cercano llamado al-Mansurah, que incluía la monumental mezquita de Mansurah (iniciada en 1303, hoy conservada sólo en parte). Más al este, Abu al-Hasan fundó la mezquita de Sidi Bu Madyan en 1338-1339.

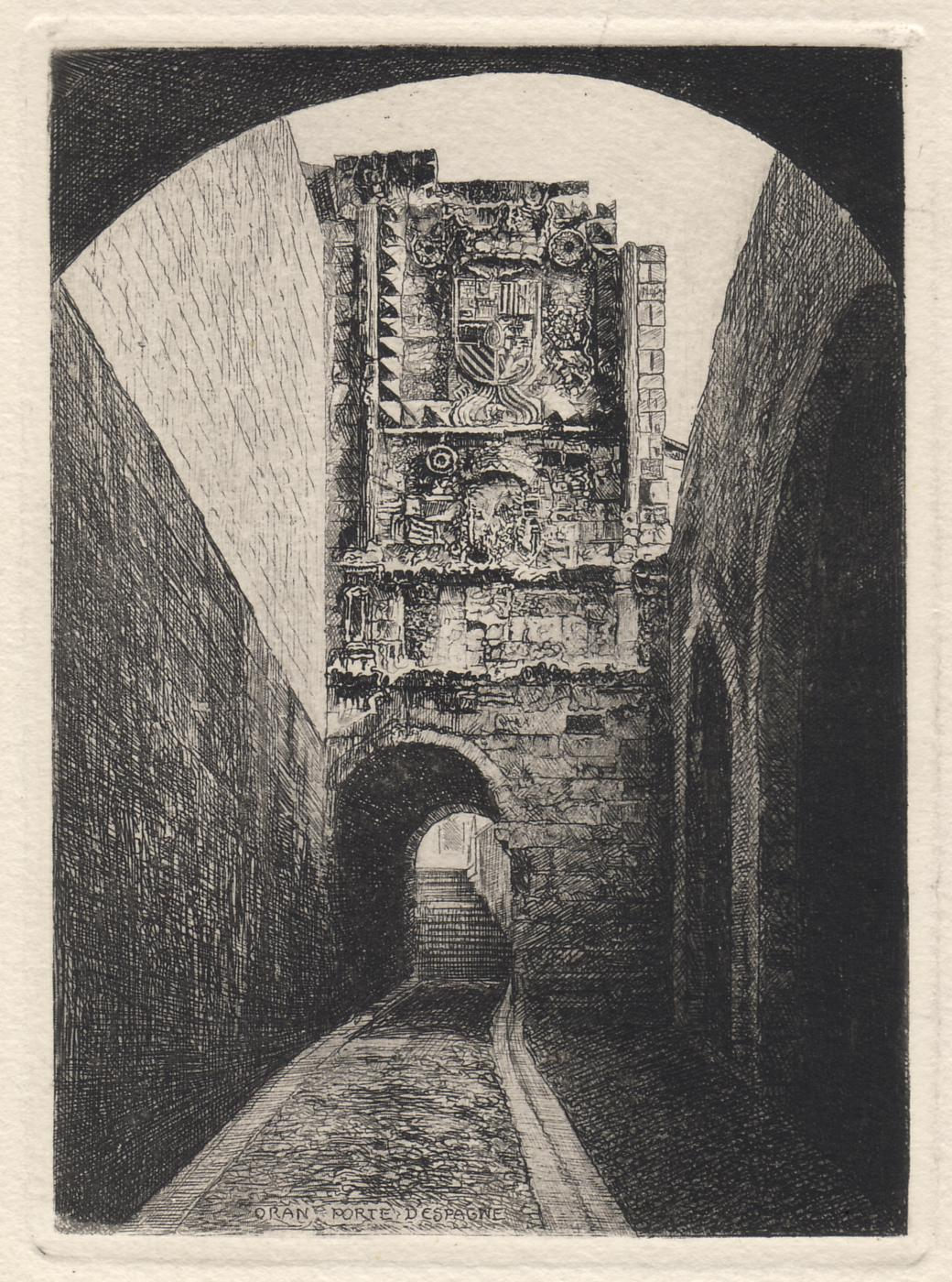
La Puerta de España en Orán.

A finales de la Edad Media, los europeos intentaron sin éxito invadir Argelia. En el siglo XV, los españoles se establecieron brevemente en la costa, cerca de Argel, pero posteriormente fueron expulsados. Durante el siglo XVI, bajo la dinastía Habsburgo, los españoles llegaron a establecer una serie de conjuntos fortificados en la costa argelina, para controlar la piratería en el Mediterráneo y el conflicto con el Imperio otomano, destacando los de Orán. Orán fue tomada en 1509 por tropas españolas bajo el mando del cardenal Cisneros y de Pedro Navarro. La ocupación de la ciudad se prolongó hasta 1708 y luego hubo otra ocupación entre 1732-1791. Como consecuencia, quedan restos, como la monumental Puerta de España en la fortaleza de Orán, de tradición renacentista, erigida en 1656.

## Dominio otomano
En 1518, el Imperio otomano se hizo con el control de Argelia. Bajo su dominio, se desarrolló un estilo híbrido influenciado por los estilos turcos tradicionales, que incluía mezquitas de planta central y paneles de azulejos vidriados. La influencia de la arquitectura otomana se limitó en gran medida a la costa argelina y, en particular, a la capital regional de Argel. Argel se convirtió en una ciudad importante y fue testigo de un patrocinio arquitectónico regular, por lo que la mayoría de los principales monumentos de este período se encuentran allí. Por el contrario, la ciudad de Tremecén, que fue una importante capital, entró en una relativa decadencia y conoció una actividad arquitectónica mucho menor.
Argel estaba protegida por una muralla de unos 3,1 kilómetros de largo, reforzada con bastiones y flanqueada por cinco puertas. Una ciudadela-fortaleza, la qasba (origen del nombre actual "Casba"), ocupaba el punto más alto de la ciudad. A finales del siglo XVIII, la ciudad contaba con más de 120 mezquitas, entre ellas más de una docena de mezquitas congregacionales (del viernes). La mayoría de los habitantes de la ciudad se abastecían de agua a través de un sistema de cinco grandes acueductos y miles de cisternas, y la mayoría de las casas tenían su propia cisterna privada. La parte baja de la ciudad, cerca de la orilla, era el centro de la administración otomana y de la Regencia, y contenía los mercados más importantes, mezquitas, residencias de ricos, cuarteles de jenízaros, edificios gubernamentales (como la Casa de la Moneda) y palacios.

### Arquitectura religiosa otomana

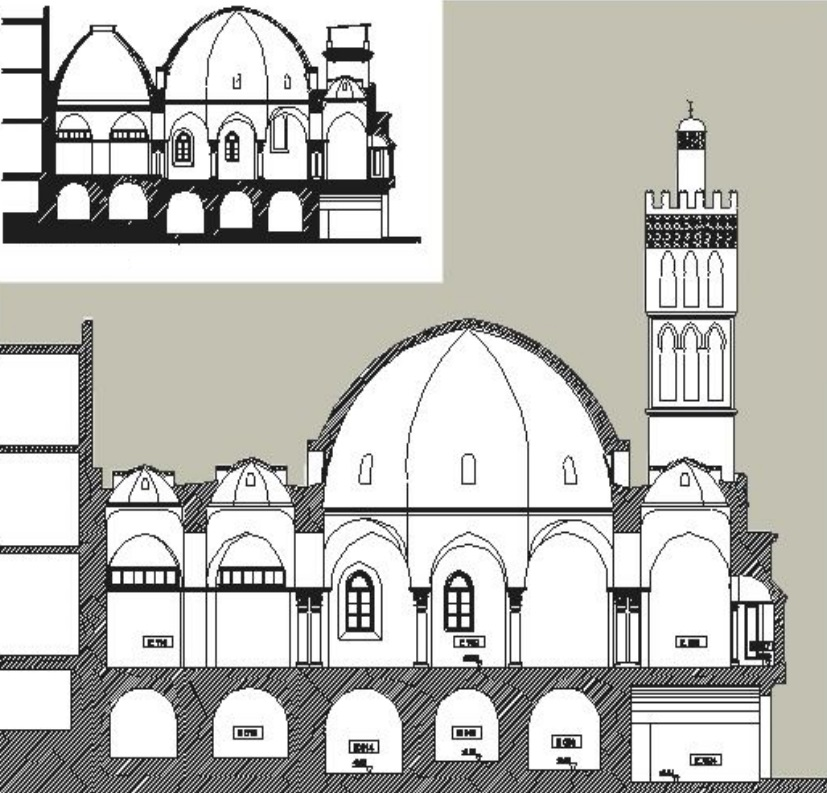
Mezquita de Ali Bitchin (después de una restauración reciente de la planta original), construida en 1622, mostrando la cúpula principal y galerías laterales con cúpulas más pequeñas.

La arquitectura de las mezquitas en Argel durante este período demuestra la convergencia de múltiples influencias, así como peculiaridades que pueden atribuirse a las innovaciones de los arquitectos locales. Las cúpulas de influencia otomana continuaron construyéndose con fustes cuadrados en lugar de redondos u octogonales, conservando así la tradición local, a diferencia de la arquitectura en el Túnez otomano y otras provincias otomanas, donde el minarete en forma de 'lápiz' era un símbolo de la soberanía otomana.
La mezquita más antigua del periodo otomano que se conserva en Argelia es la de Ali Bitchin (o de Ali Bitshin), mandada construir en 1622 por el almirante del mismo nombre, un converso de origen italiano. La mezquita está construida sobre una plataforma elevada y estuvo asociada a varios anexos, como un hospicio, un hammam y un molino. En su esquina noreste hay un alminar y una fuente pública. La sala de oración interior gira en torno a un espacio cuadrado cubierto por una gran cúpula octogonal apoyada en cuatro grandes pilares y pechinas. Este espacio está rodeado en sus cuatro lados por galerías o pasillos, cada uno de ellos cubierto por una hilera de cúpulas más pequeñas. En el lado oeste del espacio central, esta galería tiene dos tramos de profundidad (es decir, se compone de dos tramos en lugar de uno), mientras que en los otros lados, incluido el lado del mihrab, las galerías sólo tienen un tramo de profundidad. En 1834, los franceses transformaron la mezquita en iglesia y la modificaron, pero tras la independencia de Argelia volvió a convertirse en mezquita y se reconstruyó su planta original. La mezquita de Ketchaoua, fundada a principios del siglo XVII, fue reconstruida por Baba Hassan en 1794 con una planta casi idéntica a la de la mezquita de Ali Bitchin. En 1838 fue convertida en catedral y remodelada radicalmente, por lo que su forma y aspecto actuales son muy diferentes. Otras mezquitas de Argel tienen (o tuvieron) una planta similar: la mezquita de Safir, reconstruida en 1826, la mezquita al-Sai'da (o al-Sayyida), construida por Muhammad Ibn 'Uthman (r. 1766-1791) y demolida por los franceses en 1832, y otras dos mezquitas construidas en la Casba o cerca de ella por Hussein Dey justo después de su llegada al poder en 1818.
El particular diseño de estas mezquitas, con una gran cúpula central flanqueada por líneas de cúpulas más pequeñas a cada lado, no tenía precedentes en el Magreb antes de su aparición en la Argel del siglo XVII. El uso de una gran cúpula central, y otras características como tener los cimientos sobre una plataforma elevada, es una clara conexión con la arquitectura otomana. Sin embargo, la planta difiere bastante de las mezquitas de arquitectura metropolitana otomana de Estambul y otros lugares dinásticos otomanos. Algunos estudiosos, como Georges Marçais, sugirieron que los arquitectos o mecenas podrían haber estado influidos por las mezquitas de la época otomana construidas en las provincias levantinas del imperio, de donde procedían muchos de los gobernantes de Argel[.
El ejemplo más notable de arquitectura otomana en Argelia es la Mezquita Nueva (Yamaa el-Yedid) de Argel. Fue construida en 1660-1661 por al-Hayy Habib, uno de los jenízaros de Argel, y se convirtió en una de las mezquitas hanafíes más importantes de la ciudad. La mezquita tiene una cúpula central redonda sostenida por cuatro pilares, pero en lugar de estar rodeada de cúpulas más pequeñas, está flanqueada en sus cuatro lados por amplios espacios con bóvedas de cañón, con pequeñas bahías abovedadas o cúpulas ocupando las esquinas entre estas bóvedas de cañón. El espacio con bóveda de cañón del lado norte de la cúpula (el lado de la entrada) es alargado, lo que da a los espacios abovedados principales de la mezquita una configuración en forma de cruz que recuerda a una catedral cristiana. El minarete de la mezquita tiene una forma tradicional, con un fuste cuadrado rematado por una pequeña linterna. Su sencilla decoración incluye azulejos; las esferas del reloj visibles hoy en día se añadieron posteriormente. En el interior de la mezquita hay una plataforma elevada, análoga al müezzin mahfili (dikka) de las mezquitas otomanas, bajo la cúpula principal. El minbar de mármol de la mezquita es de estilo otomano y está decorado con detalles italianizantes. El mihrab tiene una forma islámica occidental más tradicional, con forma de arco de herradura y decoración de estuco, aunque la decoración que lo rodea está coronada con formas de medio medallón y cuarto de medallón de estilo otomano. De esta forma, el diseño general de la mezquita y sus detalles dan fe de una aparente mezcla de influencias otomanas, magrebíes y europeas. Como se desconoce quién fue el arquitecto, Jonathan M. Bloom sugiere que podría haber sido un arquitecto local que simplemente tomó como punto de partida la idea general del diseño de las mezquitas otomanas, pero desarrolló su propia interpretación.

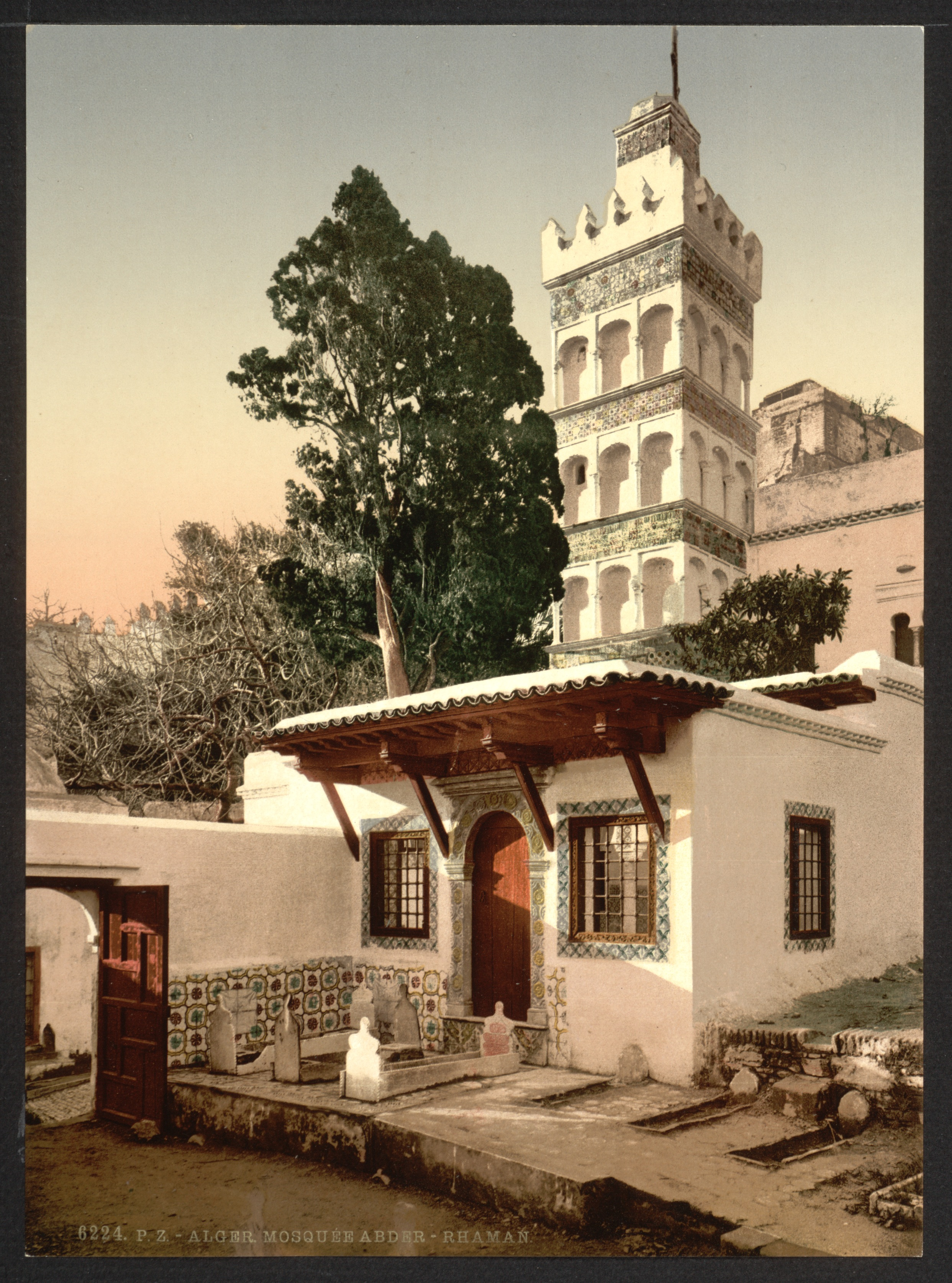
Minarete de la zauía de Sidi Abd ar-Rahman en Argel, construido a finales del (foto c. 1899).

Como en el resto del Magreb, las tumbas de las principales figuras musulmanas y de los santos sufíes eran importantes lugares religiosos. La tumba de Sidi Abd ar-Rahman al-Tha'alibi, un erudito sufí del siglo XV de gran importancia para Argel, fue cubierta por un mausoleo abovedado en 1611, conteniendo capiteles y columnas de mármol claramente relacionados con los de la arquitectura saadí de Marrakech, lo que sugiere que pudo parecerse a las tumbas saadíes y tener alguna relación con arquitectos de Marrakech. Fue reconstruida en 1696 en la actual zauía (complejo funerario religioso), que contenía el mausoleo, una mezquita, un albergue e instalaciones para abluciones, entre otros elementos. Sin embargo, contrariamente a lo que es habitual en otras partes del Magreb, el complejo no incluye una madrasa. El nuevo mausoleo tiene una cúpula de estilo más otomano, similar a las de otras mezquitas mencionadas anteriormente. También se construyó un nuevo minarete con un diseño único: un fuste cuadrado cuyo exterior está envuelto en una arcada de tres niveles.
A diferencia de las dinastías contemporáneas de las vecinas Túnez y Marruecos, y a diferencia de los anteriores ziyaníes de Tremecén, los gobernantes de Argel no construyeron ninguna madrasa importante en su capital. Algunas todavía se construyeron en otros lugares. Uno de los gobernadores de Constantina, Salah Bey (f. 1792), construyó allí dos madrasas: la madrasa de Sidi el-Kettani en 1775 y la madrasa de Sidi al-Ajdar en 1779. Aunque no tan elaboradas como las primeras madrasas medievales del Magreb, una de ellas se distingue por el adosamiento de un mausoleo que contiene los restos de Salah Bey y parte de su familia. La práctica de adosar el mausoleo de un gobernante o patrocinador político a una madrasa fundada por él era habitual en El Cairo oriental, pero poco común en el Magreb.

### Arquitectura palaciega y doméstica
El palacio residencial del gobernante en Argel, la Yanina o Yenina ('Pequeño jardín'), estaba situado en el centro de un complejo palaciego mayor conocido como el Dar as-Sultan, en la parte baja de la ciudad. Este complejo sirvió como palacio del gobernante hasta 1816, cuando el Dey se trasladó a la Casba tras un bombardeo británico de la ciudad en ese año. De acuerdo con algunas descripciones históricas, el complejo incluía dos patios principales. El segundo patio era más pequeño que el primero, pero contenía en su centro una gran fuente con una pila cuadrada. En una esquina de este patio, una amplia escalera daba acceso a una galería que conducía al trono del gobernante de Argel. La galería estaba bordeada de columnas de mármol a ambos lados, pavimentada con azulejos, y contenía en su centro una fuente de surtidores con una pila octogonal. Junto al palacio había una mezquita oficial, la mezquita al-Sa'ida, construida por Muhammad Ibn 'Uthman en el siglo XVIII (como se ha mencionado anteriormente). Sin embargo, tras la conquista francesa en 1830, la mayor parte de la ciudad baja de Argel, incluyendo Dar al-Sultan y su mezquita, fue demolida y reemplazada por calles y edificios de estilo europeo. Como resultado, la mayor parte del tejido histórico de la ciudad anterior al siglo XIX que queda en la actualidad se encuentra en la ciudad alta, ahora conocida como la Casba (nombre que se aplica de forma general y no sólo a la antigua ciudadela).
Del complejo de Dar al-Sultan sólo se conserva un ejemplo arquitectónico: Dar 'Aziza Bint al-Bey, un palacete convertido en residencia arzobispal durante la época colonial. Se cree que fue construido en el siglo XVI, aunque su entorno ha cambiado significativamente. Originalmente se encontraba en un terreno en pendiente y tenía varias plantas. Su planta baja original, algo así como un sótano, contenía almacenes, cocinas, establos y tiendas a lo largo de su exterior, pero éstos han desaparecido desde entonces y el piso superior se ha convertido en la planta baja. El edificio principal es una estructura de dos plantas centrada en torno a un patio interior cuadrado (el wast ad-dar o "centro de la casa"). El patio está rodeado en sus cuatro lados por una galería de dos pisos con arcos de herradura apuntados apoyados en columnas de mármol. Está decorado con diversos azulejos, estuco tallado, celosías y una fuente, siendo la decoración más rica en el piso superior. Las estancias del piso superior también son más grandiosas e incluyen el salón de recepciones principal. Una gran escalera conduce desde el piso de este patio a un anexo, la dwira (también transliterada como duira, que significa casa o apartamento más pequeño), que fue parcialmente demolida en el siglo XIX. La gran escalera es inusual en la arquitectura doméstica norteafricana de la época y sugiere que los constructores estaban familiarizados con la arquitectura europea.

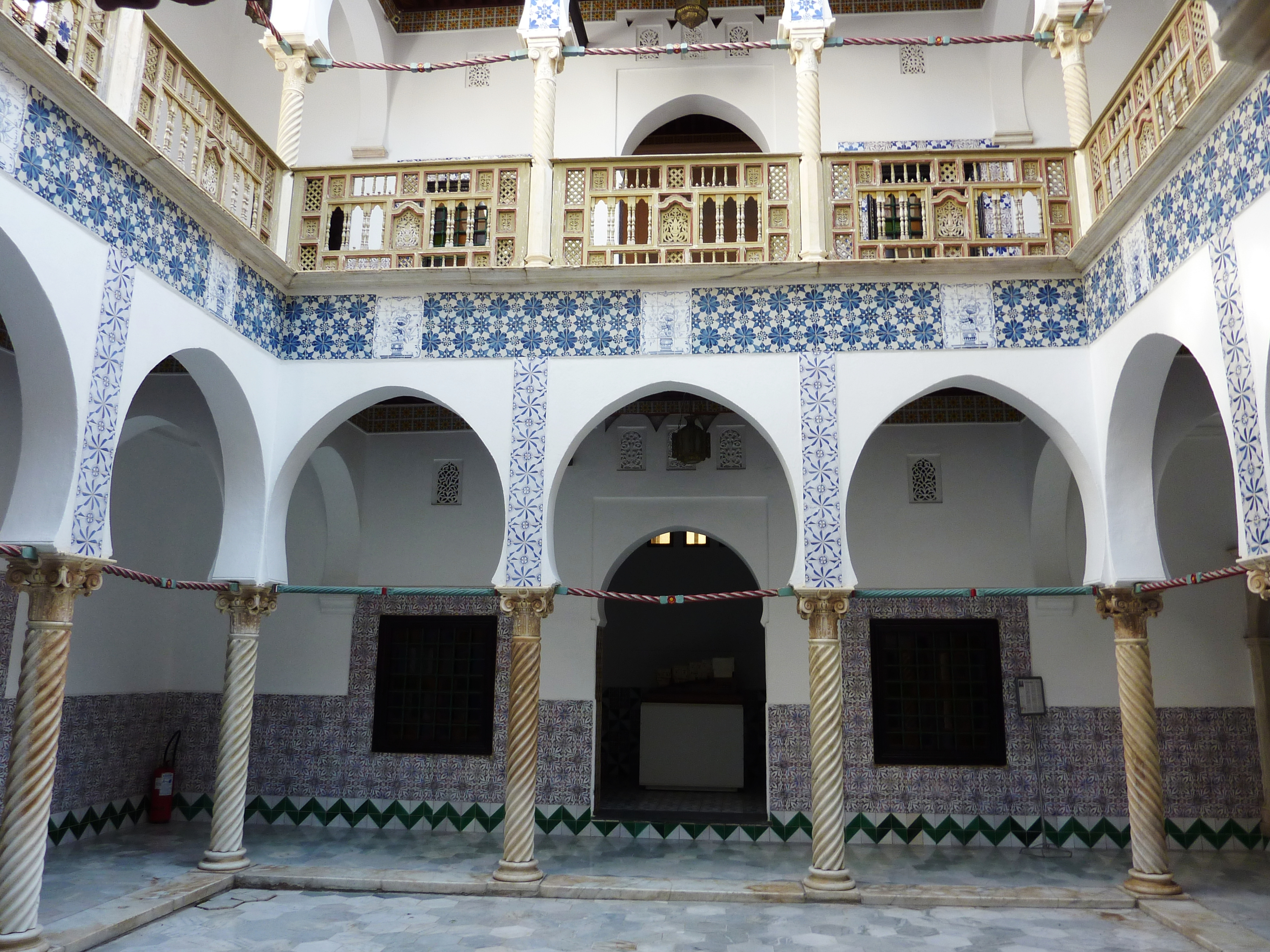
Ejemplo de un patio interior tradicional en el Palacio del Rais (originalmente construido en el siglo XVI pero restaurado recientemente).

En Argelia también se conservan otros palacios o ricas residencias del periodo otomano que, por lo general, comparten algunas características similares, como un vestíbulo o pasillo de entrada (llamado sqifa), un wast ad-dar (patio interior central), una distribución en varios pisos y una duira anexa. En las grandes casas, los principales salones de recepción solían tener una alcoba arqueada o una pequeña sala abovedada en la parte trasera, llamada bahw, que sobresalía de la casa y podía estar ricamente decorada.[18]:441-444 Otros ejemplos de residencias en Argel son la Dar Mustafá Pachá, fechada en 1799, y la residencia conocida como Palacio del Rais (Palais des Rais), que data del siglo XVI. Cuando el Dey se trasladó a la Casba en 1816, amplió el palacio existente allí, conocido como Palacio del Dey. De las partes que se conservan, la más notable es un gran patio rodeado por una galería de tres pisos. También se conservan fuera de la ciudad amurallada una serie de villas suburbanas y campestres, caracterizadas de nuevo por sus patios interiores. Entre 1826 y 1835 el gobernante independiente Ahmed Bey (también conocido como Hayy Ahmed) en Constantina, construyó para sí mismo un palacio que incluía patios y dos grandes jardines interiores.

## Época colonial

### Época colonial temprana
En 1830, Francia invadió Argelia y comenzó su dominio colonial. La arquitectura argelina colonial temprana se caracterizó por los esfuerzos franceses por reestructurar la ciudad islámica a través de la ingeniería militar. Motivada por la supremacía cultural y militar percibida sobre sus súbditos coloniales, la administración francesa temprana buscó transformar radicalmente las estructuras urbanas existentes de las ciudades argelinas para permitir mejor la logística de la ocupación militar y reflejar culturalmente las de Francia.
Los primeros edificios construidos por la administración francesa hacían referencia en gran medida a la arquitectura neobarroca y la arquitectura neobizantina, de finales del siglo XIX y principios del XX.
La mayoría de los urbanistas y arquitectos coloniales franceses se consideraban con el deber de remodelar las ciudades argelinas para que reflejaran la regularidad, simetría e instalaciones públicas características de la patria francesa.[cita requerida] Los gobiernos coloniales diseñaron nuevas urbanizaciones con líneas rectas y ángulos rectos y establecieron numerosas instalaciones públicas, como hospitales y oficinas de correos.
|                                                                                                  |
| Teatro Nacional de Argelia (Charles Frédéric Chassériau, 1850), construido en estilo neobarroco. |

| |
| Notre Dame d'Afrique (J. E. Fromageau, 1858), ejemplo destacado de la arquitectura neobizantina en Argelia |

### Arabizante
La arquitectura colonial argelina experimentó un cambio a principios del siglo XX con el nombramiento en 1903 de Charles Lutaud como gobernador general. Lutaud abogó por la adopción de una política cultural colonial de "asociación" argelina con Francia por encima de la asimilación argelina, dictaminando que los edificios públicos se construyeran en el estilo híbrido arabizante del neomorisco. En referencia a las políticas de Lutaud, la combinación de arquitectura morisca con estilos arquitectónicos europeos en Argelia se conoce a veces como estilo Jonnart (en francés: Style Jonnart).
|                                                      |
| Hôtel de la Prefecture (Jules Voinot, 1908) en Argel |

|                                                                                              |
| Grande Poste d'Alger (Oficina Central de Correos de Argel, de J. Voinot y M. Tondoire, 1910) |

|                                       |
| Estación de Orán (Albert Ballu, 1913) |

### Modernismo
En las décadas siguientes, la formación de una nueva élite académica colonial y la llegada del modernismo trajeron consigo un periodo de experimentación arquitectónica que alejó aún más la arquitectura argelina de los estilos europeos establecidos. Durante este periodo, Argelia surgió como un lugar viable para la experimentación modernista entre los arquitectos franceses. El Palacio de Gobierno de Argel es representativo de esta época.
Durante la década de 1930, Argel fue un centro de intelectuales de la arquitectura. En 1932, se creó la rama de Argel de la Sociedad de Arquitectos Modernos (SAM, Société des architectes modernes); la sociedad abogaba por el modernismo, dictando a sus socios que construyeran dentro de los "principios de la estética moderna". Al año siguiente, la ciudad acogió la primera Exposición de Urbanismo y Arquitectura Moderna (Exposition d'urbanisme et d'architecture moderne).
La naturaleza de Argelia como un "cajón de sastre" para la experimentación arquitectónica quizá se ejemplifique mejor en el plan maestro de Le Corbusier para Argel, no implementado entre 1932 y 1942. El plan no oficial, llamado Plan Obus, incluía una serie de urbanizaciones construidas sobre la Casba existente en torno a un ambicioso conjunto de puentes elevados y calzadas.
Durante las décadas de 1950 y 1960, la arquitectura argelina, especialmente la de Argel, se caracterizó por nuevas ideas de modernismo urbano, influidas por Le Corbusier. Los arquitectos Bernard Zehrfuss, Louis Miquel y Fernand Pouillon construyeron varios edificios modernistas importantes en Argelia en esas décadas, como las urbanizaciones Diar el Mahçoul y Climat de France. Durante esta época, los arquitectos coloniales franceses se enfrentaron a importantes desacuerdos entre ellos por las diferentes filosofías de integración racial entre los residentes franceses y los argelinos nativos.
En los últimos años de la Argelia colonial, la administración francesa puso en marcha el Plan Constantine de 1959, que impulsó el desarrollo de proyectos de vivienda social, especialmente para los residentes de los barrios marginales (bidonvilles). Denominados cites de recasement (ciudades de realojamiento) y millions (millones), estos proyectos fueron criticados por ofrecer a los residentes unas condiciones de vida supuestamente peores que las de sus bidonvilles originales.
| |
| Hôtel de Ville de Djidjell, 1936, de Guérineau y Bastélica (estética modernista temprana integrada). |

| |
| La arquitectura del Diar el Mahçoul de Fernand Pouillon pretendía reforzar el sentimiento de cooperación franco-argelina en medio de los crecientes disturbios coloniales. |

| |
| Catedral del Sagrado Corazón de Argel (Paul Herbé y Jean Le Couteur, 1956) un ejemplo del modernismo colonial tardío en Argel |

## Época poscolonial
Inmediatamente después de la independencia de Argelia en 1962, la nueva autoridad de la nación realizó un esfuerzo significativo para descolonizar mediante la erradicación de los impactos franceses en Argelia. No obstante, pocos arquitectos del país estaban preparados para diseñar dentro de una identidad nacional aún ambigua divorciada de la historia de colonización de la nación. El arquitecto Abderrahmane Bouchama fue una figura clave en el posterior proceso de desarrollo de una identidad arquitectónica argelina diferenciada y publicó una serie de escritos sobre el tema, entre ellos su libro de 1966 L'Arceau qui chante.
|                                                                              |
| Universidad de Ciencia y Tecnología Houari Boumediene (Oscar Niemeyer, 1968) |

|                                                     |
| Universidad de Constantina 1 (Oscar Niemeyer, 1968) |

|                                                                   |
| Monumento a los mártires, Argel (Bachir Yellès, Marian Konieczny) |

|                                                        |
| Djamaa el Djazaïr (KSP Jürgen Engel Architekten, 2012) |

## Arquitectura bereber y otras formas locales

### Norte de Argelia
Los bereberes del norte de Argelia utilizan tradicionalmente dos tipos de vivienda vernácula: la casa chaoui y la ajam cabilia. La vivienda chaoui, tradicional de los bereberes chaouis de Aures, consiste en casas de ladrillo con tejado plano y cimientos de piedra. Las plantas bajas de las casas chaoui contienen una habitación central utilizada para dormir con un hogar, zona para tejer, un almacén y recipientes para el agua. A veces, estas viviendas se construyen directamente contra otras casas o rocas, para mejorar la eficacia de la construcción y reducir los costes en material.
A diferencia de las viviendas chaoui, las viviendas cabilias, construidas por los bereberes de Cabilia, son de piedra y tienen tejados inclinados de tejas. Las casas cabilas también se construyen por partes y, a medida que la familia crece, pueden añadirse otras. La planta baja de una vivienda cabilia típica se divide en dos secciones: la primera, más oscura, se utiliza para alojar a los animales, mientras que la otra, iluminada, se emplea para cocinar, tejer y recibir invitados. Una pequeña buhardilla, situada encima de las dependencias del ganado, se utiliza tradicionalmente como dormitorio durante el invierno.
|                                    |
| Vivienda chaoui en Menaa (c. 1920) |

|                                                                                   |
| Edificio chaoui en Menaa con cimientos de piedra y paredes de ladrillo a la vista |

|                                                                    |
| Ajam cabilia presentada en la Exposición Universal de París (1889) |

|                                             |
| Viviendas cabilias en la provincia de Bugía |

### M'zab

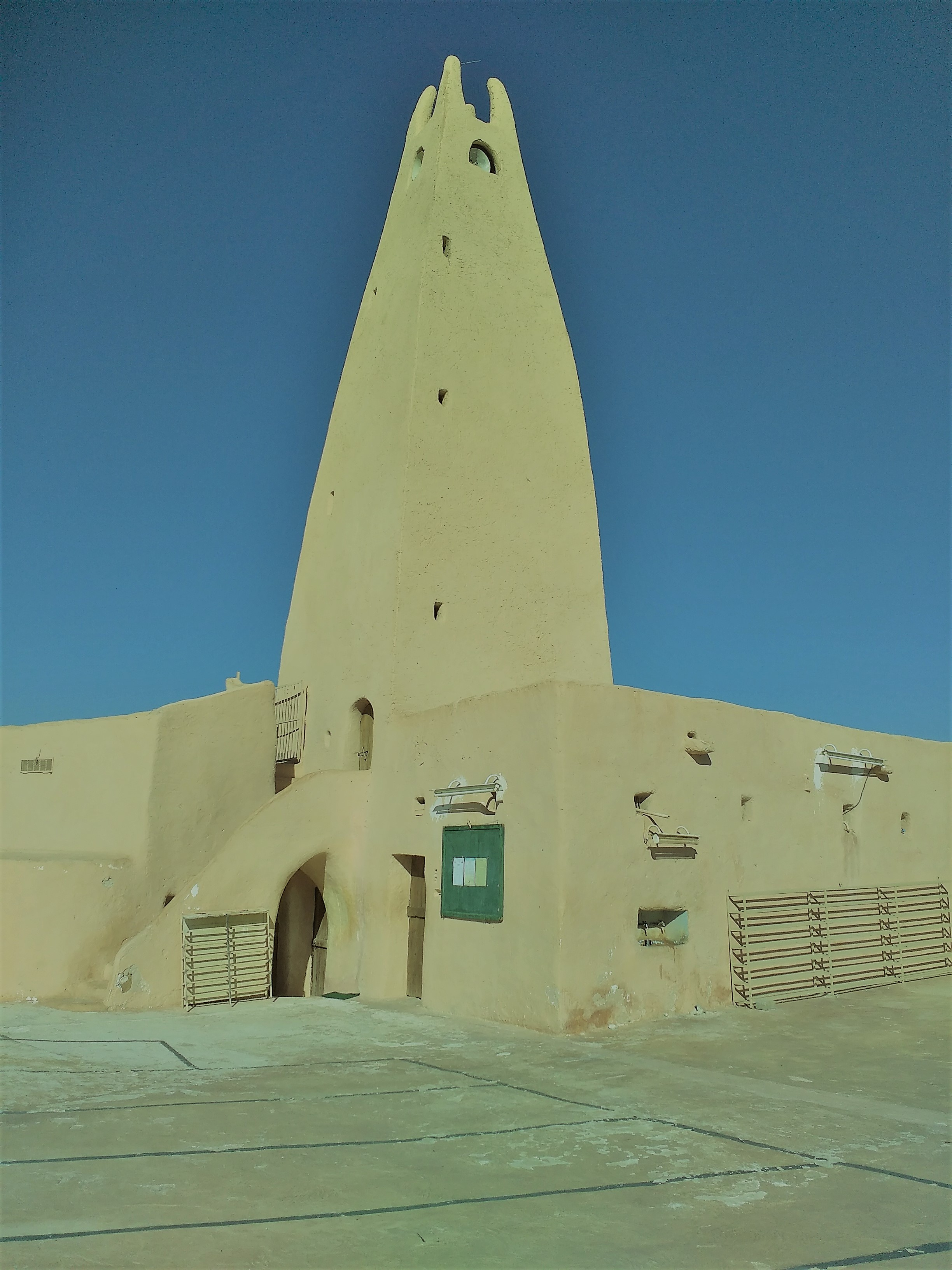
Mezquita central de Gardaya, ejemplo de arquitectura local en la región de M'zab.

La región argelina de M'zab, que incluye la ciudad de Gardaya, posee mezquitas y casas características, construidas con tierra apisonada y completamente encaladas. También son frecuentes las cúpulas y las bóvedas de cañón. Los alminares de las mezquitas de esta región se distinguen de los de otras regiones: son altos y de base cuadrada, pero se estrechan hacia la cúspide y están coronados con esquinas en forma de "cuerno".
A las casas se suele entrar por un pasadizo torcido o sinuoso que conduce a un patio central en la planta baja, con una galería que suele rodear este espacio en la planta superior. Algunas partes de la casa sobresalen de la calle y se apoyan en ménsulas de piedra.

### Arquitectura tradicional sahariana
En la arquitectura tradicional sahariana, las viviendas se apiñan en las ciudades-oasis del Sáhara donde se utilizan para su construcción antiguos elementos como el barro cocido al sol, paja y productos de palma, junto con tejados planos que se adaptan bien a las duras exigencias climatológicas de la vida en el desierto. El problema surge cuando se producen aguaceros, que aunque son escasos, suelen ser muy devastadores.